# Pont Douville
Le pont Douville est un pont routier situé en Montérégie qui relie les deux rives de la rivière Yamaska dans la ville de Saint-Hyacinthe.

## Description
Le pont est emprunté par la route 235. Il comporte trois voies de circulation soit une voie dans chaque direction et une qui change de direction en cours de parcours. Environ 6100 véhicules empruntent le pont quotidiennement.

## Toponymie
Le nom du pont rappelle Arthur Douville (1894-1986), qui fut évêque de Saint-Hyacinthe.